# Обтяження (геральдика)
Обтяження або перекриття — геральдичний термін, який описує конкретне представлення геральдичного зображення або гербової фігури.
Зображується геральдична фігура або фігури, які накладаються на геральдичну або негеральдичну фігуру в гербі. Фігура внизу повинна залишатися впізнаваною, інакше вона вважається закритою (перекритою). Останнє також застосовується, якщо накладена фігура (наприклад, діагональна смуга) торкається краю щита, як, наприклад, у гербі баронів Гохберґів (Hachberg) до 1796 року: «Розділений золотом і сріблом, червоним левом, коронованим і закутим у золоті лати, оберненими вліво, і все це обтяжене червоною діагональною смугою».
Герб Лотарингії : «У золоті червоний перев'яз, обтяжений (покритий) трьома срібними алеріонами».

Стовп обтяжений кроквами
Балка обтяжена орлами
Глава обтяжена півмісяцями
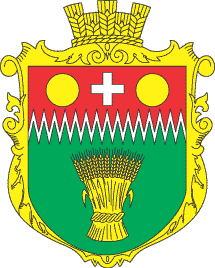
Глава обтяжена хрестом у супроводі безантів
Перев'яз обтяжений трьома алеріонами
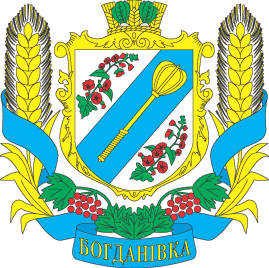
Перев'яз зліва обтяжений пірначем
Крокви обтяжені левами
Лиштва обтяжена геральдичними ліліями
Латинський хрест обтяжений зірками

## Дітература
- Gert Oswald: Lexikon der Heraldik. Bibliographisches Institut, Mannheim/Wien/Zürich/Leipzig 1984, ISBN 3-411-02149-7; 2. unveränderte Auflage mit dem Untertitel Von Apfelkreuz bis Zwillingsbalken, Battenberg, Regenstauf 2006, ISBN 3-86646-010-4; 3. Auflage  2011, ISBN 978-3-86646-077-5, S. 59, 402.
- Johann Christoph Gatterer: Johann Christoph Gatterers Abriß der Heraldik: Nebst acht Kupfertafeln. Johann Christian Dieterich, Göttingen 1792, S. 65.